# Næse
 Denne artikel omhandler en menneskelig kropsdel. Opslagsordet har også en anden betydning, se næse (politik).
Næsen er en fremspringende del af den forreste del af ansigtet, den første del af åndedrætssystemet og det primære sæde for lugtesansen. Desuden har næserummet også en vigtig rolle i stemmens resonans.
Ordet næse betegner som oftest den menneskelige næse, hvorimod dyrs næser kendes under ord som: Tud, tryne, snude, snabel, mule.
Rhinologi er studiet og behandlingen af næsesygdomme.

## Næsens opbygning

### Den ydre næse
Den ydre næse, eller nasus externus, danner den synlige del af næsen som kan ses på ansigtet. Den har en karakteristisk trekantet udseende som dannes af næsebenene og næsebruskene, samt to ovale huller, næsebor, på undersiden.
Her er rigelig blodforsyning fra arteria dorsalis nasi og arteria angularis som anastomoserer sammen omkring næsespidsen.
Huden på næsen er cutant innerveret af grene fra nervus trigeminus. Den nederste halvdel af ramus nasalis externus fra nervus ethmoidalis anterior, som træder ud på hver side i overgangen mellem c. nasi lateralis og knoglebenene. Den øvre halvdel innerveres af nervus infratrochlearis, og helt lateralt på næsen er dele af huden innerveret af grene fra nervus infraorbitalis. Motorisk er næsen styret via nervus facialis.

#### Næsebenene
Næsebenene, ossa nasalia, er del af det frontale kranie. De er flade, aflange knogler der er hæftet lateralt bagud til processus frontalis maxilliae på overkæbebenet; samt opadtil til pandebenet. Tilsammen danner de en skråt nedad-fremadpegende, saddelformet flade der danner den stive del af næseroden.

#### Næsebruskene
Næsebruskene er en gruppe af hyaline bruskstrukturer som danner størstedelen af den ydre næse.

##### Cartilago septi nasi
Cartilago septi nasi er en lang bruskplade som danner skillevæggen i den yderste del af næsen. Den er omtrent trekantet, men aftager i højden til fordel for lamina perpendicularis ossis ethmoidalis og plovskærebenet jo længere inde i næsehulen man befindes.
Nedad mod næsespidsen aftager brusken indtil den overgår til pars mobilis septi nasi, som danner den bevægelige næsespids da den kun består af hud og bindevæv.

##### Cartilago nasi lateralis
Parret til C. septi nasi er yderligere to trekantede bruskplader med spids opad imod næseroden. De har kontakt opadtil med næsebenene, frontal-medialt til C. septi nasi og bagudtil til processus frontalis maxilla. Bruskene danner dermed formen for hver deres øvre næsebor.

##### Cartilagines alaris major et minores
Nederst omkring åbningerne til næseborene ligger hesteskoformede bruskstrukturer benævnt cartilago alaris major, som hænger løst forbunder til den øvrige bruskstruktur. De to cartilago alaris major giver fast form til næseborene, og gør at disse ikke indvaginerer under kraftige inspirationer, såsom ved snøften.
Desuden findes små mindre bruskstrukturer, cartilagenes alaris minores bagud for cartilago alaris major.

### Næsehulen
Næsehulen, på latin cavitas nasi, starter efter næseborene og danner forbindelsen imellem disse og svælget. Denne er rigt vaskulariseret, særligt nedadtil, hvor venenettet kan være så kraftigt at det benævnes næsens kavernøse net (lignende venenettet i penis). Vaskulariseringen har til formål at opvarme og fugte luften der passerer igennem næsehulen.
Blodet til dette forsynes hovedsageligt af arteria maxillaris' gren, arteria sphenopalatina som indgår i næsehulen igennem foramen sphenopalatinum; hvorefter den opdeler sig i laterale og mediale grene til at forsyne slimhindevævet. 
Forrest forsynes slimhindevævet af arteria ethmoidalis anterior, en gren fra arteria ophtlamica oppe i øjenhulen. Ved den forreste del af septum anastomoserer disse næsearterier med grene fra arteria labialis superior og arteria palatina major i locus Kiesselbachi.
Nervøst er den forreste 1/3 af næsehulen forsynes af nervus ethmoidalis anterior, som selv afgrener fra nervus nasociliaris. De bagerste 2/3 innerveres så af nervus maxillaris som ligesom arteria sphenopalatina træder ind i hulrummet gennem foramen sphenopalatinum. N. maxillaris deler sig i grenene rami nasales posteriores superiores, som forsyner slimhinden i concha superior og concha media; samt rami nasalis posteriores inferiores, som forsyner concha inferiors slimhinde. En større gren, nervus nasopalatinus, passerer fra foramen sphenopalatinum fremad langs septum, hvor den træder igennem canalis incisivus og innerverer et lille område af ganen.

#### Vestibulum Nasi
Den nederste, og første udadtil, del af næsen er vestibulum nasi (dansk: næsens forgård). Denne kan kendes ved dens hudbeklædning (frem for slimhinde som findes længere inde) samt dens kraftige terminalhår (latin: vibrissae).
Hårene fungerer som filter for større partikler, og aftager jo længere op i vestibulum man befinder sig, sammen med hudens tykkelse.
I helhed er vestibulum nasi ca. 1,5 cm langt, og slutter omkring den nederste rand af cartila nasi lateralis, hvor inderbeklædningen overgår til slimhinde. Denne overgang benævnes limen nasi (dansk: næsens dørtærskel).

#### Cavitas nasi propria
Efter limen nasi overgås der til den egentlige næsehule, cavitas nasi propria, som strækker sig fra limen nasi til choanae, hvor den overgår til svælget. Hulrummet er her nøje formet efter brusk og knogleskelletet, da slimhindebeklædningen ligger stramt opad disse.

##### Næseskillevæggen
Næseskillevæggen, septum nasi, er stadig tilstede i næsehulen, hvor den skille denne i to løb. Den overgår her fra cartilago septi nasi til de to knogler: øverst del af fladen af lamina perpendicularis ossis ethmoidalis og nederste del af fladen af plovskærebenet (latin: vomer). Næseskillevæggen er aftagende i tykkelse frem mod næseåbningen og har en fri kant bagtil hvor den overgår til choanae mod svælget.

##### Loftet
Opadtil er næsehulen afgrænset helt yderst af næsebenene, midterst i næsehulen af lamina cribrosa ossis ethmoidalis og bagerst af corpus af kilebenet. Loftet har formen af en omvendt rande, med den hule side vendende nedad. Randen har en bredde på omtrent 2-3mm, og længden varierer betydeligt fra person til person.
Delen af næsen ansvarlig for duftesansen, regio olfactoria, er beliggende på lamina cribrosa på loftet af næsehulen.

##### Lateralvæggen
Den mest komplekse flade af næsen dannes af lateralvæggen, hovedsageligt grundet dennes mange udspring i form af muslingebenene; knogleplader der strækker sig fra lateralsiden skråt nedad og medialt. Nedadtil hænger de frit, men deres ende krummer sig så udadtil, således at der dannes et kroget relief set forfra.
Muslingebenene består af den nedre concha nasalis inferior, som også er den største; samt concha nasalis media og concha nasalis superior. Den sidste er ganske lille.
Selveste lateralfladen er dannet af sibenet, og det er også denne som muslingebenene udspringer fra. Bagved muslingebenene fines en stor spalte opdelt i hiatus semilunaris og hiatus maxillaris, som fører ud til bihulerne af samme navn.
Under den forreste del af udspringet for concha inferior findes også udmundingen af tåregangen, og posteriort for concha media findes foramen sphenopalatinum som danner passage for kar or nerver.